# نینو فراسیکا
نینو فراسیکا (ایتالیایی: Nino Frassica؛ زادهٔ ۱۱ دسامبر ۱۹۵۰) بازیگر، فیلم‌نامه‌نویس، کمدین و مجری تلویزیون اهل ایتالیا است. وی از سال ۱۹۷۰ میلادی تاکنون مشغول فعالیت بوده‌است.
از فیلم‌ها یا برنامه‌های تلویزیونی که وی در آن نقش داشته‌است، می‌توان به معجزه ایتالیایی، تا ابد جوان، توریست، پدر ماتئو، ماریو و یک جایی اشاره کرد.